# Onze-Lieve-Vrouw-van-de-Rozenkranskapel (Ten Esschen)

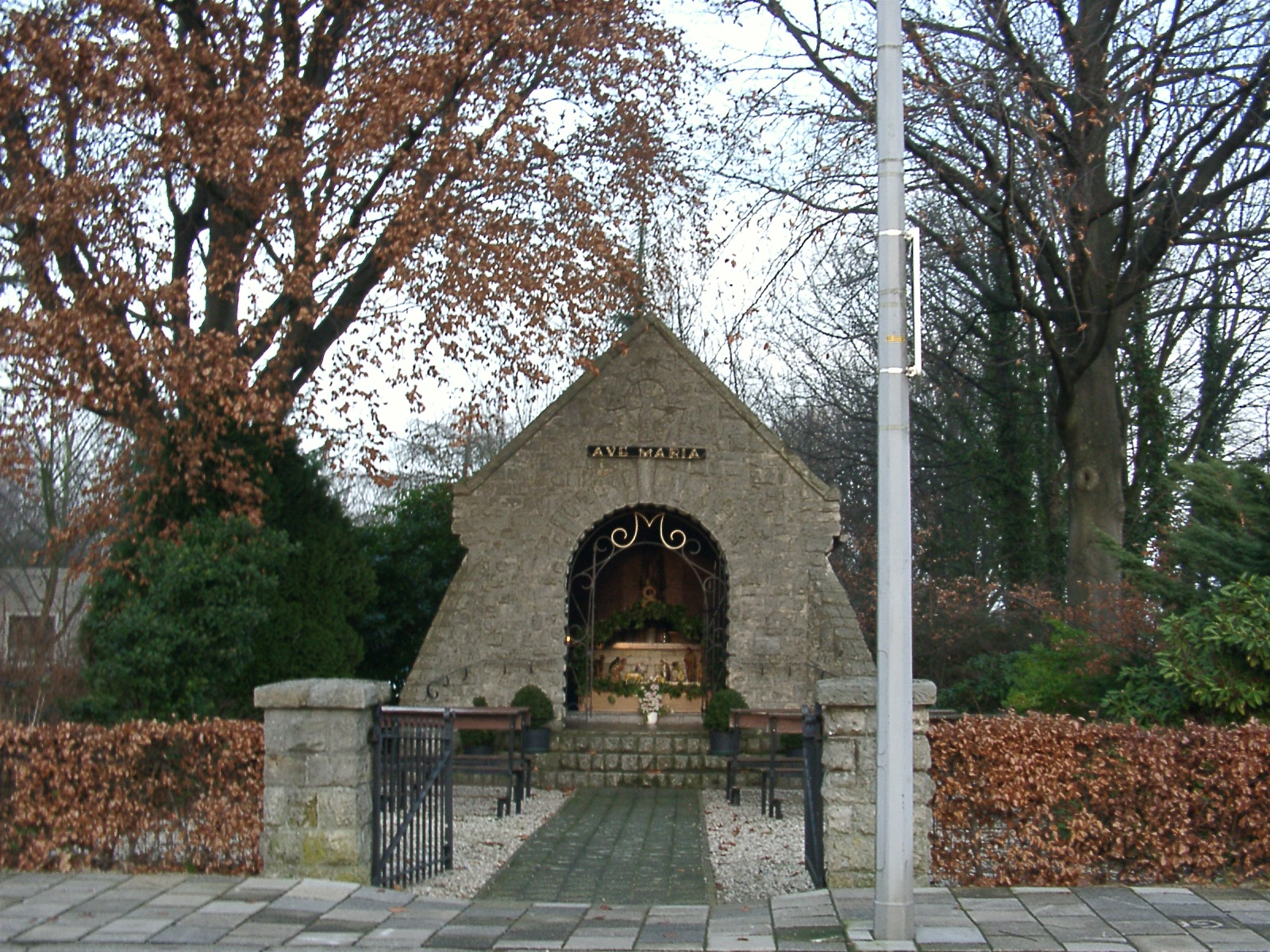
De Onze-Lieve-Vrouw-van-de-Rozenkranskapel

De Onze-Lieve-Vrouw-van-de-Rozenkranskapel of simpelweg Mariakapel is een kapel in Ten Esschen in de Nederlands Zuid-Limburgse gemeente Heerlen. De kapel staat aan de Esschenweg nabij de kruising met de Beersdalweg aan de noordwestkant van Ten Esschen. Op ongeveer 100 meter ten zuidoosten van de kapel staat de Wegkapel Ten Esschen.
De kapel is gewijd aan het Maria, specifiek Onze-Lieve-Vrouw van de Heilige Rozenkrans.

## Geschiedenis
In 1948 werd de kapel gebouwd als teken van dank dat de buurtschap tijdens de Tweede Wereldoorlog gespaard was gebleven van oorlogsgeweld. Op 28 augustus 1948 werd de kapel ingezegend door bisschop Guillaume Lemmens. De kapel is een oorlogsmonument

## Bouwwerk
De kapel is in Kunradersteen opgetrokken op een rechthoekig plattegrond onder een verzonken zadeldak met zwarte pannen. In de beide zijgevels zijn een drietal smalle rechthoekige vensters aangebracht met glas-in-lood. De frontgevel bevat de rondboogvormige toegang tot de kapel die wordt afgesloten met een gietijzeren hek. Op de hoeken van de frontgevel is een schuin uitgemetselde overhoekse steunbeer aangebracht en voor de ingang van de kapel liggen drie traptreden. Hoog in de frontgevel is met uitspringende stenen een cirkel met daarin een kruis gevormd. Hieronder is een tekstbord opgehangen met de tekst:

AVE MARIA(Wees gegroet Maria)

Van binnen is de kapel bekleed met baksteen en tegen de achterwand is een massief altaar van gemetselde mergelstenen geplaatst. Op het altaar staat op een voetstuk van gemetselde mergelstenen het houten Mariabeeld van Onze-Lieve-Vrouw van de Heilige Rozenkrans van de hand van kunstenaar Jean Weerts. Achter het Mariabeeld is in de achterwand van rode bakstenen in gele bakstenen een breed geel kruis aangebracht. Aan de wand hangt de stichtingsoorkonde van de kapel.